# イツユビトビネズミ属
イツユビトビネズミ属（イツユビトビネズミぞく、Allactaga）は、哺乳綱齧歯目トビネズミ科に分類される属。

## 形態
後肢には5本の趾がある（ヨツユビトビネズミのみ第5趾がない）。

## 分類
2013年に発表された核DNAのRAG1遺伝子など4遺伝子座の分子系統解析では、本属がカラクムイツユビトビネズミ属Allactodipusやオブトトビネズミ属Pygeretmusを含まない偽系統群という解析結果が得られている。それに伴い解析に含めていない種も含めて、Allactaga, Microallactaga, Orientallactaga, Paralactaga, Scarturus属の計5属に分割する説を提唱している。
2008年に形態の比較から、A. toussiが新種記載された。
化石種としてA. anderssoni, A. fru, A. irgizensis, A. suni, A. variansなどが挙げられる。
以下の分類・英名は、付記のないかぎりHolden & Musser(2005)に従う。和名は川田ら(2018)に従う。
- Allactaga balikunica バリクンイツユビトビネズミ Balikun jerboa
- Allactaga bullata ニシモンゴルイツユビトビネズミ Gobi jerboa
- Allactaga elater ヒメイツユビトビネズミ Small five-toed jerboa
- Allactaga euphratica ユーフラテスイツユビトビネズミ Euphrates jerboa
- Allactaga firouzi イランイツユビトビネズミ Iranian jerboa
- Allactaga hotsoni ホトソンイツユビトビネズミ Hotson's jerboa
- Allactaga major オオイツユビトビネズミ Great jerboa
- Allactaga severtzovi セバートゾフイツユビトビネズミ Severtzov's jerboa
- Allactaga sibirica イツユビトビネズミ Mongolian five-toed jerboa
- Allactaga tetradactyla ヨツユビトビネズミ Four-toed jerboa
- Allactaga toussi[5]
- Allactaga vinogradovi ヴィノグラードフイツユビトビネズミ Vinogradov's jerboa
- Allactaga williamsi ウイリアムイツユビトビネズミ Williams's jerboa

## 人間との関係
分布が限定的で、砂漠での開発による影響などが懸念されている種もいる。